# Icarosaure
L'icarosaure (Icarosaurus, gr. llangardaix Ícar, per la seva capacitat de planejar) és un gènere extint de sauròpsids lepidosauromorfs de l'ordre Eolacertilia del Triàsic superior de Nova Jersey (Estats Units). Està llunyanament emparentat amb els llangardaixos i tuataras actuals.
Era de petit grandària, uns 10 cm des del cap fins als malucs. Com el seu parent proper kuehneosaure, podia planejar curtes distàncies gràcies al fet que posseïa unes llargues expansions laterals de les costelles cobertes de pell amb la superfície superior convexa i la inferior còncava, la qual cosa crea un perfil alar simple adequada per planejar.